# شیرین عاشق
«شیرین عاشق» («شیرین عاشق می‌شود») ((به انگلیسی: Shirin in Love)) یک فیلم کمدی رمانتیک به کارگردانی رامین نیامی است که در سال ۲۰۱۴ منتشر شد.

## داستان
شیرین عاشق داستان دختر جوان و حواس‌پرت اصالتاً ایرانی به نام شیرین (نازنین بنیادی) است که با خانواده و نامزدش مایک (مازیار جبرانی) در تهرانجلس زندگی می‌کند. شیرین که خبرنگار مجلهٔ بی. اچ. استایل است، به دنبال مصاحبه با نویسنده‌ای معروف به نام ریچل هارسون (ایمی مدیگان) که خارج از شهر سفر می‌کند و…

## بازیگران

### بازیگران اصلی
- نازنین بنیادی در نقش شیرین
- ریلی اسمیت در نقش ویلیام
- مازیار جبرانی در نقش مایک
- مارشال منش در نقش نادر
- آناهیتا خلعتبری در نقش مریم
- جرج والاس در نقش افسر ماروین واشینگتن
- امی مدیگان در نقش ریچل هارسون

### دیگر بازیگران
- سام گلزاری در نقش بن
- مکس امینی در نقش اد
- مروین گیلبرت در نقش دلی
- آیسیل یلتان در نقش ساشا
- کریل لین در نقش سیلویا
- آنی لیتل در نقش ویکی
- سامانتا کولبرن در نقش هلن
- استیون شوب در نقش ریک
- نیک سوپر در نقش افسر کلیفورد
- اندی در نقش اندی
- شینی ریگزبی در نقش شینی